# Institut Max Planck d'astronomia
L'Institut Max Planck d'Astronomia (Max-Planck-Institut für Astronomie en alemany) és un institut de recerca de la Societat Max Planck. Es troba a Heidelberg, Baden-Württemberg, Alemanya.
L'institut es fundà el 1967. H. Elsässer i G. Munch foren els seus directots fundadors, posteriorment K.-H. Böhm, George Herbig, i S. V. W. Beckwith i actualment ho són Hans-Walter Rix i Thomas Henning.

## Recerca
La recerca actual inclou la formació planetària, les estrelles del grup Thomas Henning i les galàxies del grup Hans-Walter Rix i la seva cosmologia.
L'institut també construeix instruments per a telescopis terrestres i satèl·lits.